# Harvestehude

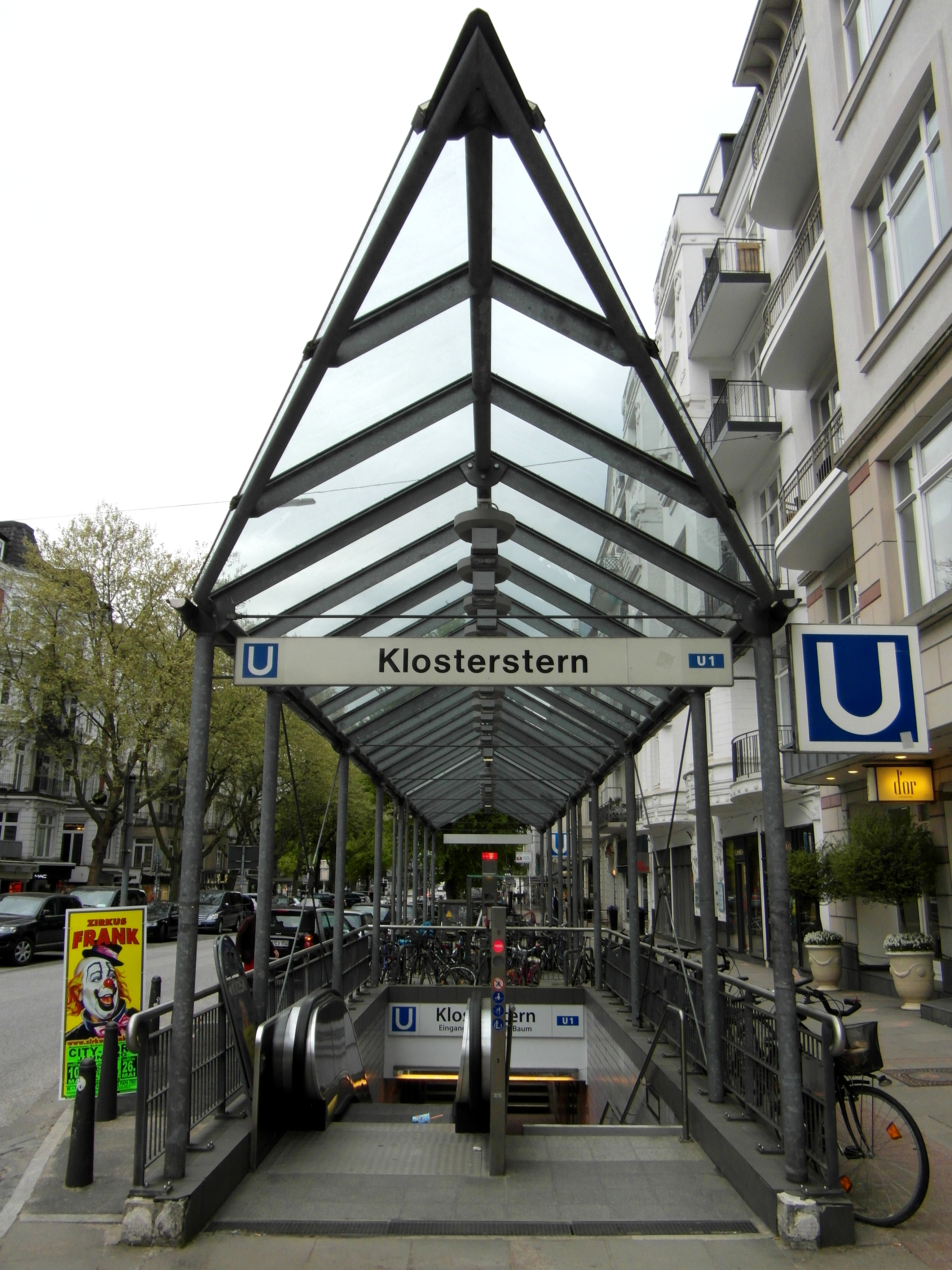
Klosterstern i Harvestehude

Harvestehude i stadsdelsområdet Hamburg-Eimsbüttel.

Harvestehude är en stadsdel i stadsdelsområdet Eimsbüttel i Hamburg. Harvestehude kom 1860 att bli uppköpt av ett konsortium som utvecklades det till en stadsdel i Hamburg med ett planmässigt gatunät. Det såldes vidare till fastighetsspekulanter som uppförde villor och våningshus till Hamburgs över- och medelklass. Det förstördes kraftigt under andra världskriget och efter kriget kom här att byggas Grindelhochhäuser, ett modernt höghuskomplex.
Stadsdelen trafikeras av Hamburgs tunnelbana vid station Hoheluftbrücke, Eppendorfer Baum, Klosterstern och Hallerstrasse.

## Bilder

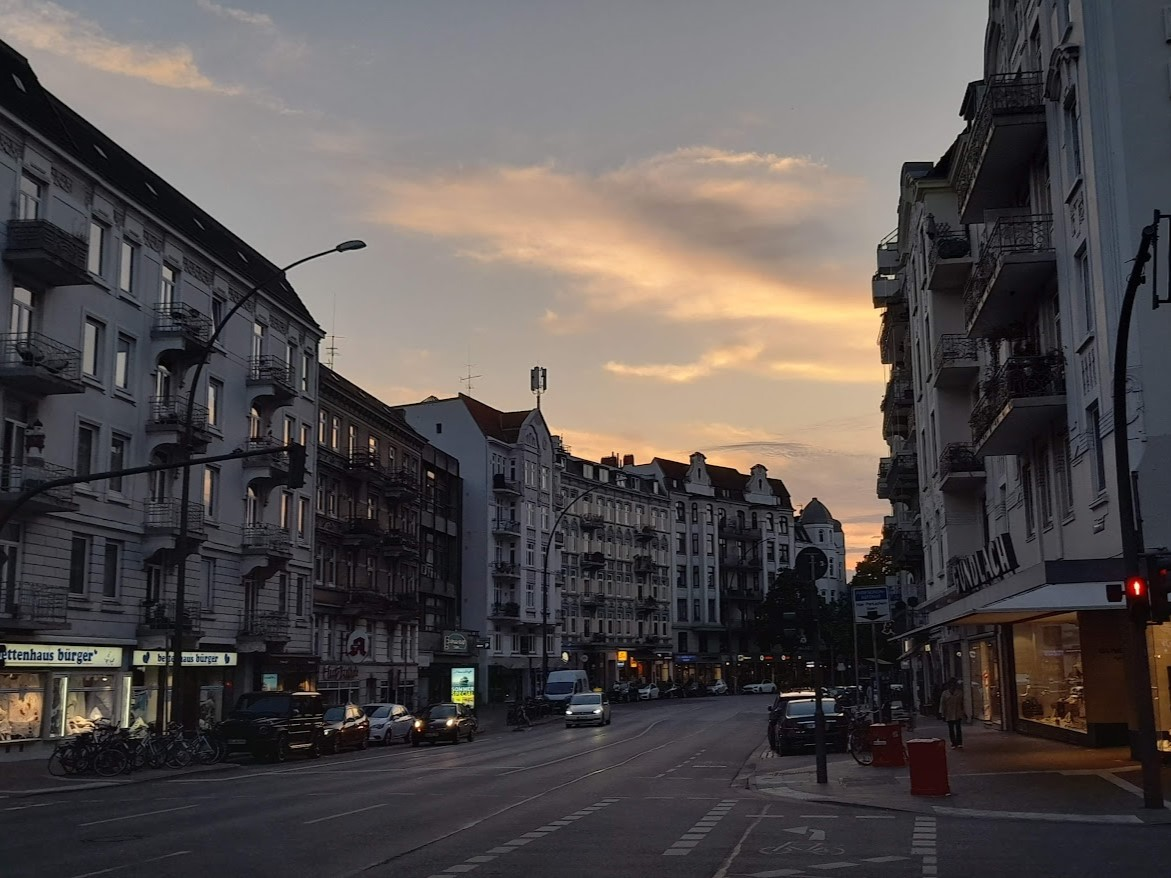
Eppendorfer Baum
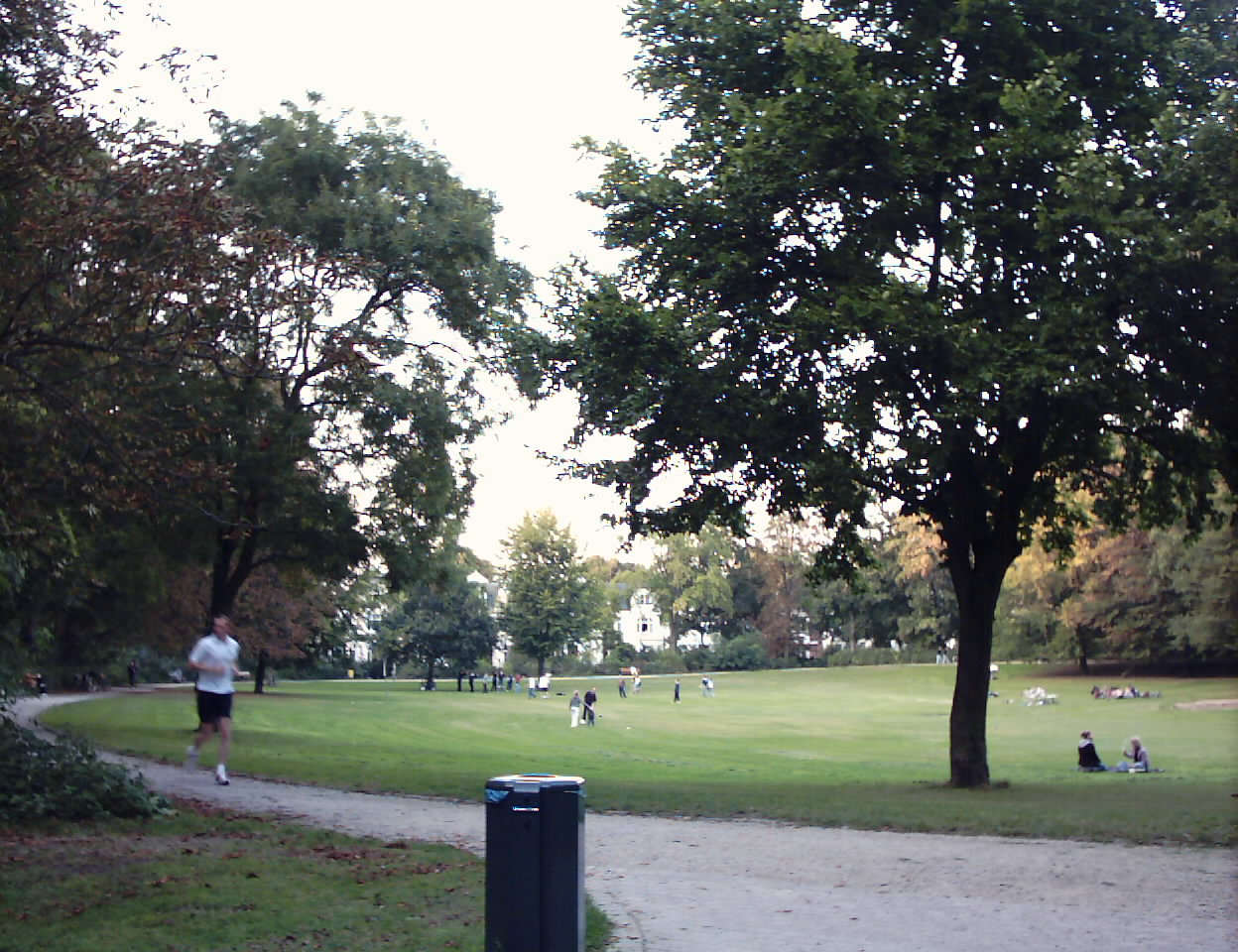
Innocentiapark
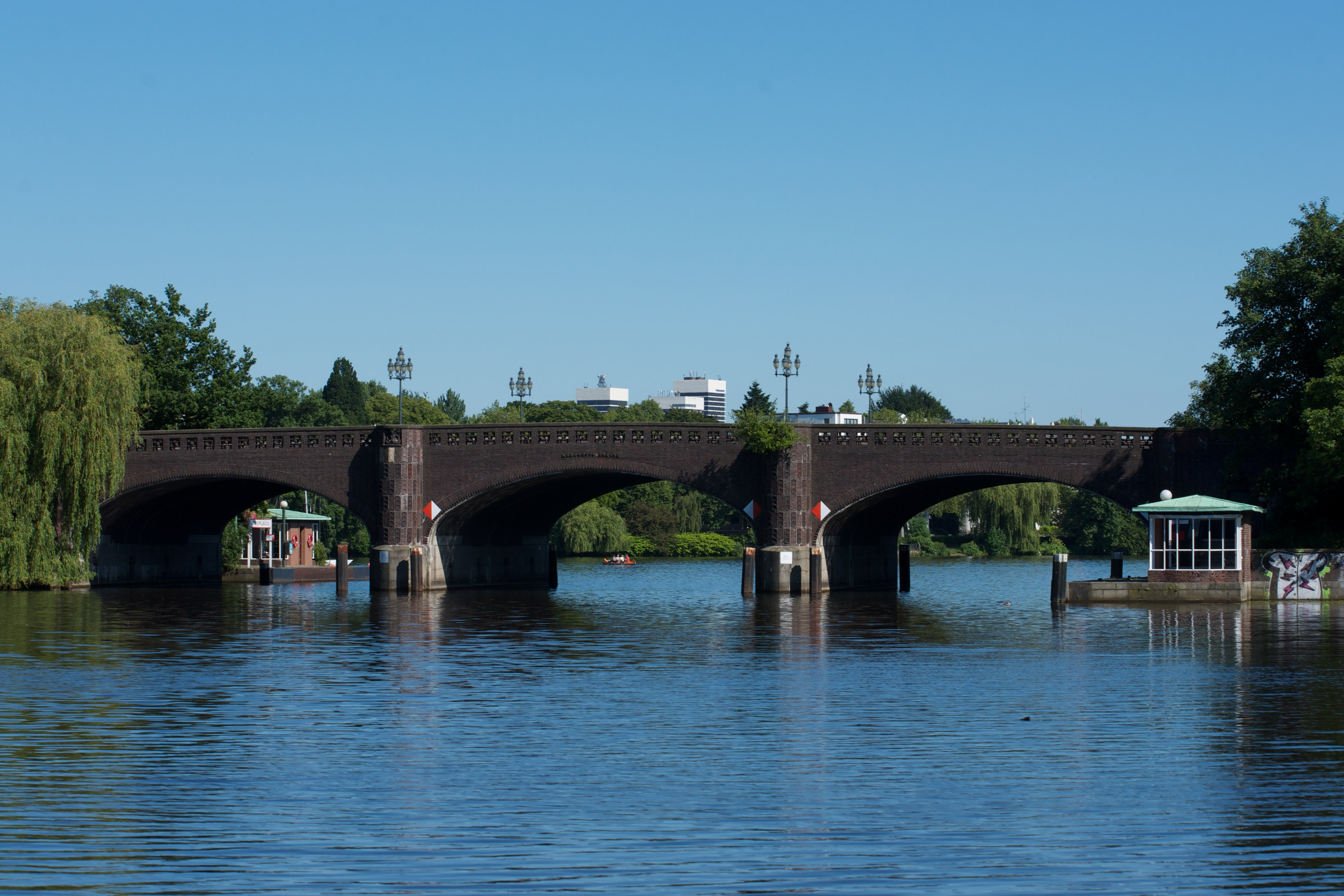
Krugkoppelbrücke